# Radical 10
El radical 10, representado por el carácter Han 儿, es uno de los 214 radicales del diccionario de Kangxi. Este símbolo es utilizado para representar el concepto de «hijo» o «niño». En mandarín estándar es llamado 儿部 (ér bù «radical hijo»), en japonés es llamado  儿部, じんぶ,　(jinbu), y en coreano 인 (in). Es llamado comúnmente «radical piernas». Tanto en idioma coreano como japonés, este radical es homófono con el radical «persona».
Este radical aparece por lo general en la parte inferior de los caracteres (por ejemplo en 兄). En algunos casos también aparece rodeando la parte inferior izquierda del radical (por ejemplo en 兤).

## Nombres populares
- mandarín estándar: 兒字底, er zì dǐ, «parte inferior del símbolo “niño”».
- Coreano: 어진사람인발부, eojinsalam-inbalbu.
- Japonés: 人脚（ひとあし）,　hitoashi, «piernas humanas»; 人繞（にんにょう）,　ninnyō «persona rodeando la parte inferior izquierda».[2]
- En occidente: Radical «piernas».

## Caracteres con el radical 10
| trazos | carácter             |
| ------ | -------------------- |
| + 0    | 儿                   |
| + 1    | 兀                   |
| + 2    | 允 兂 元             |
| + 3    | 兄                   |
| + 4    | 充 兆 兇 先 光 兊 尧 |
| + 5    | 克 兌 兎 兏 児 兑 免 |
| + 6    | 兒 兓 兔 兕 兖       |
| + 7    | 兗 兘 兙             |
| + 8    | 党 兛                |
| + 9    | 兜 兝 兞             |
| + 10   | 兟 兠                |
| + 11   | 兡                   |
| + 12   | 兢                   |
| + 14   | 兣                   |
| + 19   | 兤                   |

## Galería
| Estilos antiguos                                 | Estilos antiguos                  | Estilos antiguos                        | Estilos antiguos                   | Estilos antiguos                   | Estilos empleados actualmente       | Estilos empleados actualmente  | Estilos empleados actualmente    | Estilos empleados actualmente   | Estilos empleados actualmente  |
|                                                  |                                   |                                         |                                    |                                    |                                     | 儿                             |                                  |                                 |                                |
| 甲骨文 jiǎgǔwén (escritura de huesos oraculares) | 金文 jīnwén (escritura de bronce) | 简帛 jiǎnbó (escritura de bambú y seda) | 篆文 zhuànwén (escritura de sello) | 篆文 zhuànwén (escritura de sello) | 隸書 lìshū (estilo de los escribas) | 楷書 kǎishū (estilo regular)   | 楷書 kǎishū (estilo regular)     | 行書 xǐngshū (estilo corriente) | 草書 cǎoshū (estilo de hierba) |
| 甲骨文 jiǎgǔwén (escritura de huesos oraculares) | 金文 jīnwén (escritura de bronce) | 简帛 jiǎnbó (escritura de bambú y seda) | 大篆 dàzhuàn (sello grande)        | 小篆 xiǎozhuàn (sello pequeño)     | 隸書 lìshū (estilo de los escribas) | 繁體／繁体 fántǐ (tradicional) | 简体／簡體 jiǎntǐ (simplificado) | 行書 xǐngshū (estilo corriente) | 草書 cǎoshū (estilo de hierba) |